# Pedro Arreitunandia
Pedro Arreitunandia Quintero, anche detto Peio (Pontevedra, 24 luglio 1974), è un ex ciclista su strada spagnolo.
Professionista dal 1999 al 2007, aveva doti da scalatore.

## Carriera
Si mise in luce nel 1999 al Tour de l'Avenir dove concluse al settimo posto la classifica generale e conquistò buoni piazzamenti di tappa. Passò quindi professionista nelle file della Euskaltel.
Nel biennio 2002-2003 passò ad una piccola formazione portoghese e i suoi obiettivi furono diretti verso le principali corse lusitane. Concluse al terzo posto il Troféu Joaquim Agostinho ed al quarto la Volta a Portugal nel 2002; in quest'ultima competizione l'anno successivo ottenne un successo di tappa aggiudicandosi la nona frazione che prevedeva il duro arrivo sull'Alto de Senhora da Graca. Nel 2003 fu anche terzo alla Clásica a los Puertos de Guadarrama dietro Denis Menchov e Marcos Serrano.
Nel 2004 tornò a correre in una formazione spagnola con cui partecipò alle principali corse a tappe ed in linea del panorama iberico quali Volta a Catalunya, Vuelta al País Vasco, Clásica San Sebastián e Klasika Primavera. Inoltre prese parte al suo primo ed unico grande giro, la Vuelta a España: il nono posto nella dodicesima frazione con arrivo al Calar Alto, vinta da Roberto Heras, fu il suo miglior piazzamento di giornata.
Nel 2005 passò al Team Barloworld, nelle cui file militavano corridori emergenti e aveva come punta l'ex campione del mondo Igor Astarloa. 
In questa squadra tornò al successo personale vincendo due corse, entrambe in Spagna, rispettivamente una frazione della Vuelta Ciclista a Murcia ed una della Euskal Bizikleta, corse che chiuse entrambe al quarto posto della generale.
Fra gli altri piazzamenti di questa stagione vi furono anche il terzo posto nella Setmana Catalana de Ciclisme e al Brixia Tour ed il quinto nella Volta a Portugal per quel che concerne le gare a tappe; nelle prove in linea ottenne piazzamenti nei dieci alla Klasika Primavera e al Gran Premio Miguel Indurain.
Chiuse la carriera nel 2007 dopo aver colto un secondo posto al Gran Premio di Lugano, battuto in una volata a ranghi ristretti da Luca Mazzanti, e un terzo posto alla Subida al Naranco preceduto da Koldo Gil e Francisco Mancebo.

## Palmarès
- 1997 (Under-23, due vittorie)

Classifica generale Vuelta al Goierri
2ª tappa Vuelta Ciclista a Navarra (Estella > Alto de Gorramdeni)
- 1998 (Under-23, tre vittorie)

Dorletako Ama Saria
San Gregorio Saria
Gran Premio San Juan - Arrasate
- 2001 (Café Baqué, tre vittorie)

Andra Mari Saria - Mañaria
Classifica generale Vuelta a Tenerife
Classifica generale Vuelta a Palencia
- 2003 (Carvalhelhos-Boavista, una vittoria)

9ª tappa Volta a Portugal (Fafe > Alto de Senhora da Graca)
- 2005 (Team Barloworld, due vittoria)

3ª tappa Euskal Bizikleta (Tolosa > Santuario della Madonna d'Oro)
4ª tappa Vuelta Ciclista a Murcia (Águilas > Alto del Collado Bermejo)

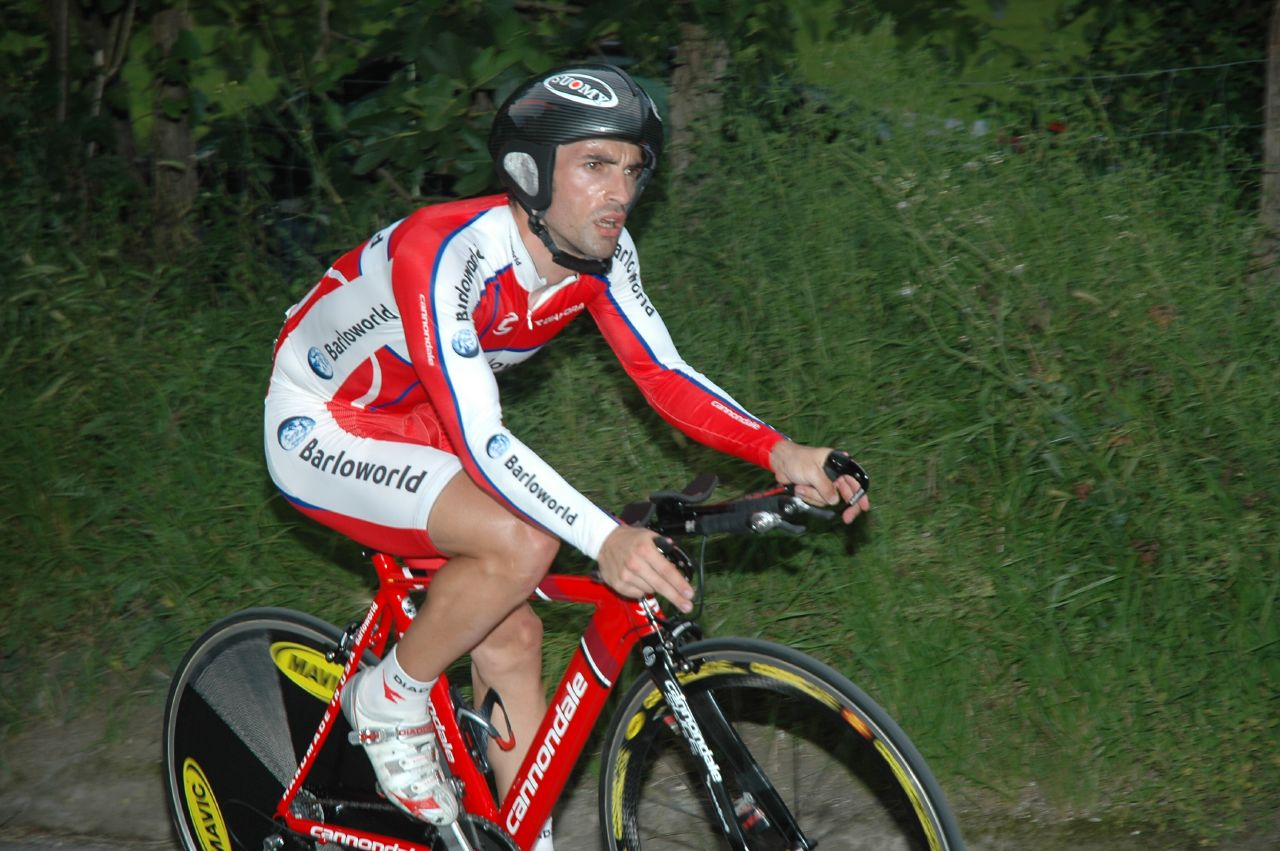
Arreitunandia impegnato nella cronometro della Euskal Bizikleta 2007.

## Piazzamenti

### Grandi giri
- Vuelta a España

2004: ritirato (alla 17ª tappa)

### Classiche monumento
- Milano-Sanremo

2005: 130º
2006: 181º
- Liegi-Bastogne-Liegi

2006: 25º
2007: 58º
- Giro di Lombardia

2006: 29º
2007: 29º